# Guy Lévis Mano
Guy Lévis Mano (* 15. Dezember 1904 in Thessaloniki (damals Osmanisches Reich); † 25. Juli 1980 in Vendranges, Département Loire) ist ein französischer Lyriker, Übersetzer, Typograf und Verleger.

## Leben und Werk
Guy Lévis Mano zog nach Paris und veröffentlichte sehr früh einige seiner eigenen Gedichte. Ab 1933 arbeitete er als Dichter, Übersetzer, Typograf und Herausgeber. Von 1940 bis 1945, als Kriegsgefangener in Deutschland, schrieb er im Lager unter dem Pseudonym Jean Garamond. Mano druckte Bücher und Broschüren auf hochwertigen Papieren. Er legte großen Wert auf die Auswahl der Schriftart, Layout und Bildmaterial. Mehrere seiner Bücher wurden von bekannten Designern und Malern illustriert. Der Verlag GLM brachte zwischen 1923 und 1974 Gedichte einiger der wichtigsten Künstler des 20. Jahrhunderts heraus.

## Einige Autoren
| - Antonin Artaud - Georges Bataille | - René Char - Andrée Chedid | - Jacques Dupin - Paul Éluard | - Edmond Jabès - Pierre Jean Jouve | - Michel Leiris - Lautréamont | - Novalis - Mario Prassinos | - Georges Schehadé - Tristan Tzara |